# Мирзаджанзаде, Азад Халил оглы
 Азад Халил оглы Мирзаджанзаде  (азерб. Azad Xəlil oğlu Mirzəcanzadə; 29 сентября 1928, Баку — 17 июля 2006, там же) — азербайджанский учёный, механик нефтегазовых месторождений, доктор технических наук (1957), профессор (1959), академик Национальной академии наук Азербайджана (1968), почётный академик АН РБ (1991), заслуженный деятель науки и техники Азербайджанской ССР (1970), почётный нефтяник СССР (1971), почётный работник газовой промышленности СССР (1978), заслуженный нефтяник РБ (1998).

## Биография
Азад Халил оглы (Халилович) Мирзаджанзаде родился 29 сентября 1928 года в городе Баку. Отец был из Сераба (иранский Азербайджан).
В 1949 году окончил Азербайджанский индустриальный институт по специальности «горный инженер». В 1958 году стал доктором технических наук. В 1952—1960 годах Мирзаджанзаде являлся доцентом, профессором кафедры теоретической механики и геофизики Азербайджанского государственного университета. В 1962-1977 годах заведовал кафедрой разработки и эксплуатации нефтяных месторождений Азербайджанского института нефти и химии имени М. Азизбекова. Также Мирзаджанзаде был руководителем отдела, направления, советником президента РМНТК «Нефтеотдача» (1968—2003), руководителем отдела Института проблем механики АН СССР (1969—1975), заведующим отделом ИПТЭР (г. Уфа, 1978—2003), заведующим кафедрой Уфимского нефтяного института (1988—1990), председателем ВАК (1992—2000), председателем Госкомитета по науке и технике (1993—2000) Азербайджанской Республики.

Мемориальная доска на стене дома в Баку, в котором жил Азад Мирзаджанзаде (улица 28 Мая, дом 20)

Мирзаджанзаде работал в области механики и нефтегазовых месторождений, нефтепромысловом деле. Им были даны основы разработки месторождений неньютоновских нефтей и газоконденсатных систем; гидродинамические основы проводки скважин в осложненных условиях; различные поля для регулирования работы нефтепроводного транспорта, разработки нефтяных и газовых месторождений; системный анализ для технологических процессов нефтегазодобычи.
Азад Мирзаджанзаде предложил дифференциальное уравнение, описывающее движение вязкопластичных сред и фильтрацию газоконденсатных систем в пористой среде, релаксационный закон фильтрации. Им были разработаны методические основы разработки месторождений не-ньютоновских нефтей и газоконденсатных систем. Им разработаны гидродинамические основы проводки скважин в усложненных условиях. Им предложены и внедрены различные поля для регулирования работы нефтепроводного транспорта разработки нефтяных и газовых месторождений и проводки скважин. Созданы и внедрены динамические методы разработки морских нефтяных месторождений.
Среди его учеников свыше 100 докторов и 400 кандидатов наук, из них подготовлено более 20 докторов и 40 кандидатов наук для Башкортостана.
В 1991 году был избран почетным членом Башкирской академии наук. В 1995 году его избрали действительным иностранным членом Российской академии естественных наук.

## Награды
- Орден «Независимость» (29 сентября 1998 года) — за большие заслуги в развитии азербайджанской науки[5].
- Орден Октябрьской Революции.
- Два ордена Трудового Красного Знамени.
- Орден «Знак Почёта».
- Орден Золотой Звезды (Вьетнам).
- Заслуженный деятель науки и техники Азербайджанской ССР (1970 год).
- Почётный нефтяник СССР (1971 год).
- Почётный работник газовой промышленности СССР (1978 год).
- Заслуженный нефтяник РБ (1998 год).
- Государственная премия Азербайджанской ССР (1980 год).
- Медаль и диплом ЮНЕСКО «Развитие нанонауки и нанотехнологий» (2010 год, посмертно)[6].

## Научная деятельность
А. Мирзаджанзаде — автор 373 опубликованных научных работ, 54 научных изобретений.
Под его руководством подготовлено более 300 кандидатов и 120 докторов наук.
А. Мирзаджанзаде предложил закон с учётом начального градиента давления при фильтрации жидкостей и газов. Предложено диф. уравнение, описывающее движение вязкопластичных сред и фильтрацию газоконденсатных систем в пористой среде. Предложен релаксационный закон фильтрации. А. Мирзаджанзаде разработал методические основы разработки месторождений не-ньютоновских нефтей и газоконденсатных систем. Им разработаны гидродинамические основы проводки скважин в усложненных условиях. Им предложены и внедрены различные поля для регулирования работы нефтепроводного транспорта разработки нефтяных и газовых месторождений и проводки скважин. Разработан системный анализ для технологических процессов нефтегазодобычи. Созданы и внедрены динамические методы разработки морских нефтяных месторождений.
Вёл семинар по механике жидкости и газа в Институте проблем механики АН СССР (совместно с С. А. Христиановичем)

### Избранные научные труды
Мирзаджанзаде является автором автор более 400 научных работ, 57 авторских свидетельств на изобретения и патентов. Среди них:
- Физика нефтяного и газового пласта. М.: Недра, 1992 (соавтор).
- А. Х. Мирзаджанзаде Этюды в моделировании сложных систем нефтедобычи. Уфа: Гилем, 1999.
- А. Х. Мирзаджанзаде Основы технологии добычи газа. М.: Недра, 2003 (соавтор).
- Огибалов П. М., Мирзаджанзаде А. Х. Нестационарные движения вязкопластичных сред. — М., МГУ, 1977. — 372 c.
- Вопросы гидродинамики вязкопластичных и вязких жидкостей в нефтедобыче. Баку, 1959;
- Прогнозирование промысловой эффективности методов теплового воздействия на нефтяные пласты. М., 1983 (соавт.);
- Гидродинамика в бурении. М., 1985 (соавт.); Технология и техника добычи нефти. М., 1986 (соавт.).
- А. Х. Мирзаджанзаде, А. И. Спивак, М. Р. Мавлютов. Гидроаэромеханика в бурении. — Уфа, 1985. — 238 с.
- А. Х. Мирзаджанзаде', В. М. Ентов. Гидродинамика в бурении. — Москва: Недра. — 196 с.
- А. Х. Мирзаджанзаде, П. М. Огибалов. Механика физических процессов. — 2008. — 376 с. — ISBN 978-5-93972-683-2.
- A. Kh. Mirzadzhanzade. Resolution of the Second All-Union Conference on the Mechanics of Anomalous Systems (недоступная ссылка — история) (англ.) // Journal of Engineering Physics. — Kluwer Academic Publishers, 1978. — Vol. 34. — P. 253—254. — ISSN 0022-0841.
- А. Х. Мирзаджанзаде, Р. Н. Бахтизин, А. А. Мустафаев, Ф. Б. Нагиев. НАНОГИДРОДИНАМИЧЕСКИЕ ЭФФЕКТЫ НА ОСНОВЕ ПРИМЕНЕНИЯ МИКРОЗАРОДЫШЕВОЙ ТЕХНОЛОГИИ // Нефтегазовое дело. — Издательство "М.: Нефтегазовое дело", 2005. — С. 311—315. — ISSN 2073-0128.
- A. Kh. Mirzadzhanzade, Z. P. Shul'man and A. O. Bogopol'skii. Single waves in underground hydromechanics problems (недоступная ссылка — история) (англ.) // Journal of Engineering Physics and Thermophysics. — Vol. 43. — P. 1407—1413.
- A. Kh. Mirzadzhanzade, Ogibalov. Evaluating the lag time for a viscoelastic medium under transitional flow conditions (недоступная ссылка — история) (англ.) // Chemistry and Materials Science. — Vol. 14. — P. 615—617.
- A. Kh. Mirzadzhanzade, V. M. Entov, V. I. Mishchevich. Curvature of oil well indicator charts in fractured porous reservoirs (недоступная ссылка — история) (англ.) // Journal of Applied Mechanics and Technical Physics. — 12. — P. 566—570.
- A. Kh. Mirzadzhanzade. On the motion of two-phase systems in a porous medium taking account of heat- and mass-transport processes (недоступная ссылка — история) (англ.) // Journal of Engineering Physics and Thermophysics. — Vol. 18. — P. 702—706.
- A. Kh. Mirzadzhanzade, G. S. Stepanova, O. L. Kuznetsov, G. N. Yagodov, N. V. Biryukova, G. V. Klepikova, N. V. Komarovskaya, A. V. Kondratov, A. A. Potapenko and G. N. Dul'nev. Abstracts of articles deposited at VINITI (недоступная ссылка — история) // Journal of Engineering Physics and Thermophysics. — Т. 30. — С. 240—250.